# 서울 국제 초단편 영상제
서울 국제 초단편 영상제는 2009년부터 시작된 영상제이다. 서울 특별시 구로구 일대에서 개최된다. 90초에서 최대 15분 이내의 초단편 영상 위주 작품들로 구성된 영화제이다. 